# Северная Лузитания
Северная Лузитания (порт. Reino da Lusitânia Setentrional) — королевство, которое Наполеон планировал создать на севере Португалии для того, чтобы компенсировать потери Карла II Пармского, юного короля Этрурии из династии Бурбонов, у которого Франция отторгла итальянские владения.
Франко-испанский договор 1807 года предусматривал разделение Португалии, традиционно державшейся политики союза с англичанами и не пожелавшей присоединиться к Континентальной системе, на три части — Северную Лузитанию, собственно Португалию со столицей в Лиссабоне, и Альгарве во главе с испанским министром Годоем.
Планам Наполеона и Годоя было не суждено осуществиться. Хотя маршал Жюно 1 декабря 1807 года занял Лиссабон, англичане послали на помощь своему старинному союзнику герцога Веллингтона. Война на Пиренейском полуострове ускорила разрыв между Наполеоном и Бурбонами (1808), обеспечив территориальную целостность Португалии.